# الافورس
الافورس (به سوئدی: Alafors) یک سکونتگاه مسکونی در سوئد است که در وسترگوتلاند واقع شده‌است.

## خصوصیات
الافورس ۱٬۵۲۰ نفر جمعیت دارد.